# Tourisme lunaire

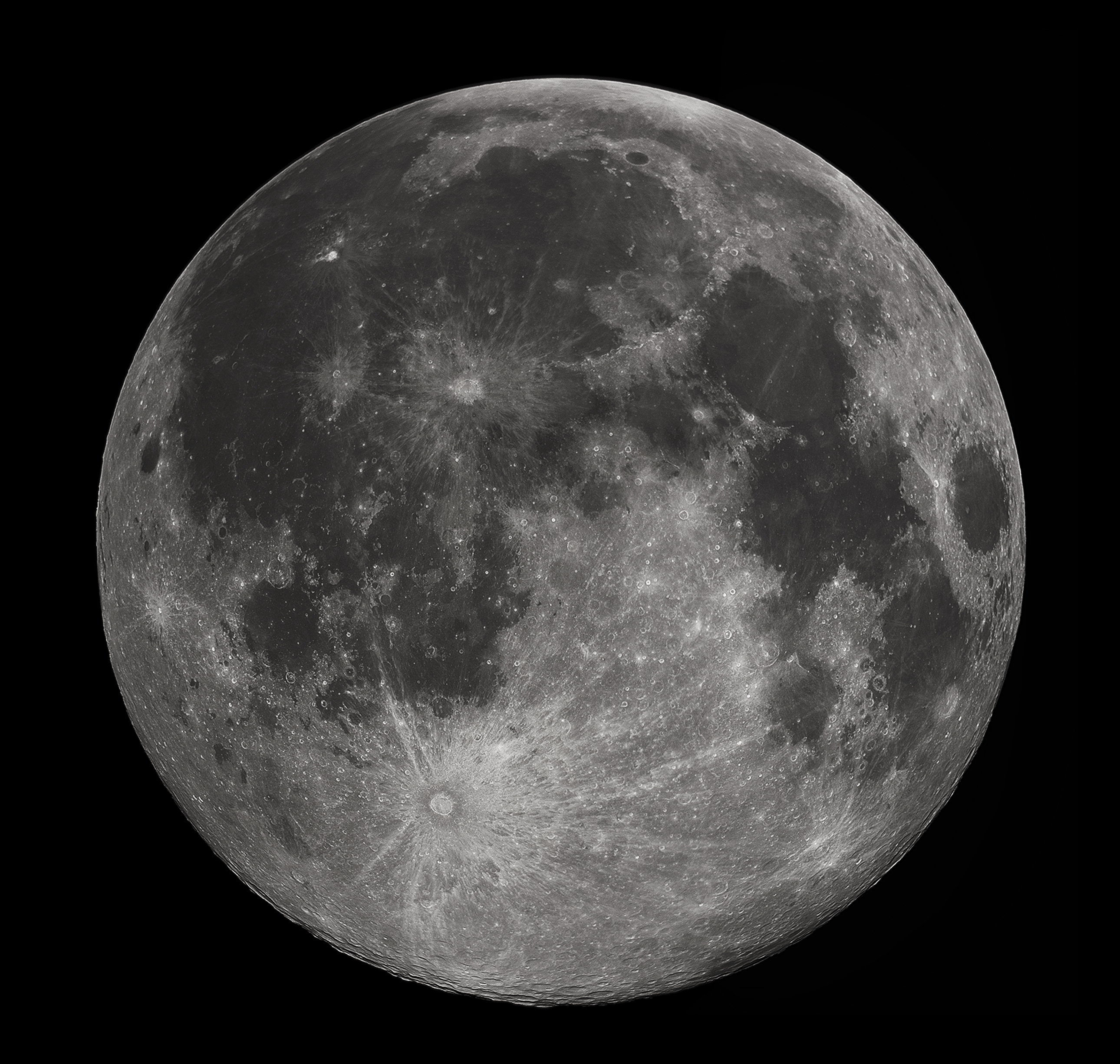
La Lune.

Le tourisme lunaire est la possible commercialisation de voyages sur la Lune mise à la disposition d'un public privé. Certaines startup de tourisme spatial prévoient d'offrir du tourisme sur ou autour de la Lune et estiment que cela sera possible entre 2023 et 2043,.

## Les types

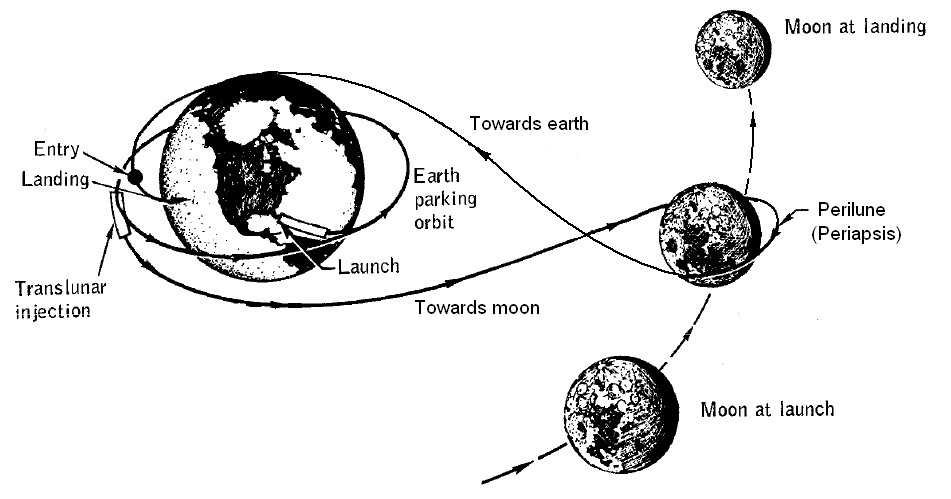
Croquis de la trajectoire d'un trajet circumlunaire.

Les vols touristiques seraient de trois types : survol sur une trajectoire circumlunaire, orbite lunaire et atterrissage lunaire.

## Coût
Certaines des start-up de tourisme spatial avancent un coût unitaire pour une visite sur la Lune.
- Circumlunaire : Space Adventures prévoit de facturer 150 millions de dollars par siège, un prix qui comprend des mois d'entraînement au sol, bien qu'il ne s'agisse que d'une mission de survol[3]. Excalibur Almaz prévoit le même prix mais n'a jamais réussi à envoyer sa capsule dans l'espace[4].
- Orbite lunaire :
- Atterrissage lunaire: La Golden Spike Company prévoyait de facturer 750 millions de dollars par siège pour le futur tourisme d'atterrissage lunaire[5],[6].

## Attractions possibles

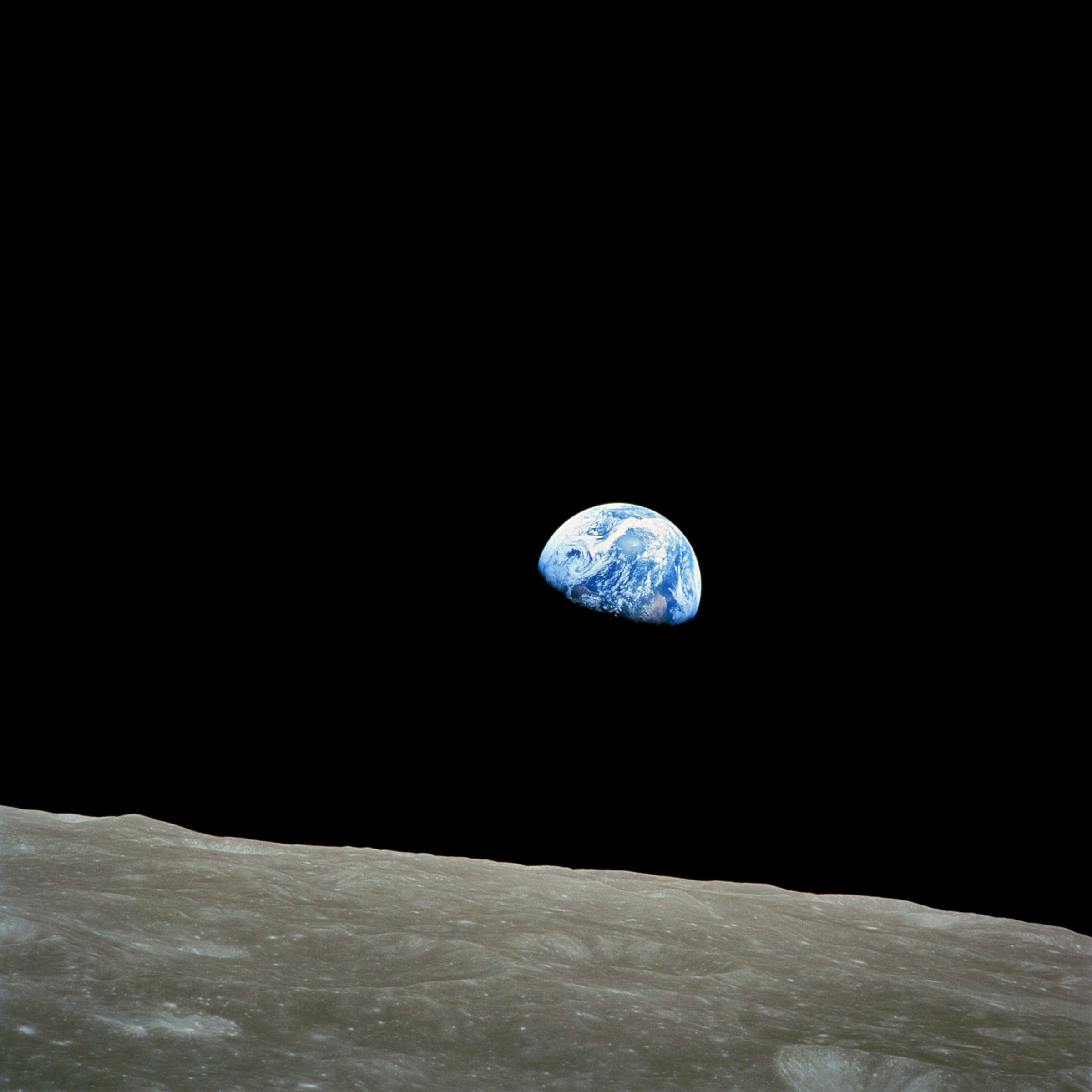
Lever de Terre, une photographie de 1968 de l'horizon lunaire par William Anders en orbite autour de la Lune sur Apollo 8.

Deux attractions naturelles seraient disponibles par vol circumlunaire ou orbite lunaire, sans atterrissage :
- Vue de la face cachée de la Lune,
- Vue de la Terre se levant et se couchant contre l'horizon lunaire

## Protection des monuments lunaires

Empreinte de Buzz Aldrin sur le sol lunaire à la Base de la Tranquillité.

Le site du premier atterrissage humain sur un corps extraterrestre, la Base de la Tranquillité, est déterminé comme ayant une importance culturelle et historique par les États américains de Californie et du Nouveau-Mexique, qui l'ont inscrit sur leurs registres du patrimoine. Malgré l'emplacement de Mission Control à Houston, le Texas n'a pas accordé un statut similaire au site, car ses lois de préservation historiques limitent ces désignations aux propriétés situées dans l'État. Le National Park Service des États-Unis refuse de lui accorder le statut de monument historique national, car le Traité de l'espace interdit à une nation de revendiquer la souveraineté sur tout organisme extraterrestre. Il n'a pas été proposé comme site du patrimoine mondial depuis que l'Organisation des Nations unies pour l'éducation, la science et la culture (UNESCO), qui supervise ce programme, limite les nations à soumettre des sites à l'intérieur de leurs propres frontières. 
L'intérêt d'offrir aux sites d'atterrissage lunaire historiques une certaine protection formelle s'est accru au début du XXIe siècle avec l'annonce du prix Google Lunar X Prize, incitant des entreprises privées à construire des engins spatiaux atteignant la Lune, un bonus de 1 million de dollars ayant même été offert à tout concurrent ayant visité un site historique sur la Lune. Une équipe, dirigée par Astrobotic Technology, annonce alors qu'elle tenterait de débarquer un engin à la Base de la Tranquillité. Bien qu'elle ait annulé ces plans, la controverse qui a suivi conduit la NASA à demander que toute autre mission sur la Lune, privée ou gouvernementale, humaine ou robotique, maintienne une distance d'au moins 75 mètres du site. Une société appelée PTScientists prévoit de retourner dans la vallée du Taurus-Littrow, le site de l'atterrissage de la mission Apollo 17. 

## Missions proposées
Les entreprises de tourisme spatial ayant annoncé vouloir poursuivre avec du tourisme lunaire incluent Space Adventures, Excalibur Almaz, Virgin Galactic  et SpaceX,.
- En 2015, la société Space Adventures annonce une mission prévue, intitulée DSE-Alpha, pour emmener deux touristes à moins de 100 km de la surface lunaire, à l'aide d'un véhicule spatial Soyouz piloté par un cosmonaute professionnel. Le voyage durerait environ une semaine[3].

- En février 2017, Elon Musk annonce que des dépôts substantiels de deux individus avaient été reçus par SpaceX pour un vol en boucle lunaire utilisant une trajectoire de retour libre et que cela pourrait se produire dès la fin de 2018[9]. Musk déclare que le coût de la mission serait "comparable" à celui de l'envoi d'un astronaute à la Station spatiale internationale, environ 70 millions de dollars en 2017[10]. En février 2018, Elon Musk annonce que la fusée Falcon Heavy ne serait pas utilisée pour les missions avec équipage[11],[12]. La proposition change en 2018 pour utiliser le lanceur BFR à la place[12],[13]. En septembre 2018, Elon Musk révèle le nom du passager du voyage, Yūsaku Maezawa. Ce dernier décrit plus tard en détail le plan de son voyage, nommé le Projet DearMoon, dans l'intention d'emmener 6 à 8 artistes avec lui pour inspirer les artistes à créer un nouvel art.

### Propositions annulées
- Excalibur Almaz propose d'emmener trois touristes survoler la Lune, en utilisant des modules modifiés de la station spatiale Almaz et des vaisseaux TKS modernisés, dans un survol à trajectoire basse énergie autour de la Lune. Le voyage durerait environ 6 mois[3]. Cependant, leur équipement n'a jamais été lancé et doit être transformé en une exposition éducative[14].

- La Golden Spike Company (en) était une start-up américaine de vol spatial active de 2010 à 2013. La société avait pour objectif d'offrir des services de transport spatial commercial privé à la surface de la Lune. Le site Web de l'entreprise est mis hors ligne en septembre 2015.